# Stjepan Mihalić
Stjepan Mihalić (Karlovac, 16. srpnja 1901. – Karlovac, 12. travnja 1984.), hrvatski književnik.
Završio je Trgovačku akademiju. Između dvaju ratova sudjelovao je u osnivanju kazališnih družina. Uređivao je časopis "Svjetlo". Pisao je realističku prozu u kojoj analizira psihologiju i mentalitet malograđanske sredine. U dramskom opusu ističu se: "Bukovački", "Patent", "Grbavica" i "Mama Mag".

## Djela
- "Knjiga o Mlakaru i drugima",
- "Rakovac u Vinovrhu",
- "Teleći odresci",
- "Elegija",
- "Zapaljena krv".